# مقاطعة جيفرسون (تينيسي)
مقاطعة جيفرسون (بالإنجليزية: Jefferson County, Tennessee)‏ هي إحدى مقاطعات ولاية تينيسي في الولايات المتحدة. ، وتبلغ مساحتها 814 كم2، بلغ عدد سكانها 51722 نسمة في عام 2010 حسب إحصاء مكتب تعداد الولايات المتحدة وتصل الكثافة السكانية فيها 62 نسمة/كم2.

## أعلام
- أديليا أرمسترونغ لوتز
- جورج واشنطن أندرسن
- جيمس هنري راندولف
- ألكسندر بلاكبيرن برادفورد
- جيم بيلي

## وصلات خارجية
- jeffersoncountytn.gov